# ویل کراترز
ویل کراترز (انگلیسی: Will Crothers؛ زادهٔ ۱۴ ژوئن ۱۹۸۷) ورزشکار روئینگ اهل کانادا است.
وی در مسابقات کشوری و بین‌المللی در مجموع برندهٔ ۲ مدال طلا، ۲ مدال نقره، ۱ مدال برنز شده‌است.